# Андоні Іраола
Андоні Іраола (ісп. Andoni Iraola, нар. 22 червня 1982, Усурбіль) — іспанський футболіст, що грав на позиції захисника. По завершенні ігрової кар'єри — тренер.
Протягом майже усієї кар'єри виступав за «Атлетік Більбао», включаючи його фарм-клуби «Басконія» і «Більбао Атлетик». Багаторічний капітан цієї команди. Також провів по кілька матчів за збірну Іспанії та невизнану УЄФА національну збірну Країни Басків.

## Клубна кар'єра
Народився 22 червня 1982 року в місті Усурбіль. Вихованець футбольної школи клубу «Атлетік Більбао».
У дорослому футболі дебютував 2000 року виступами за «Басконію», в якій провів один сезон у Терсері, четвертому за рівнем дивізіоні Іспанії, взявши участь у 35 матчах чемпіонату.
Перед початком наступного сезону був переведений у другу команду «Атлетіка» — «Більбао Атлетик», що виступав у Сегунді Б. Відіграв за дублерів клубу з Більбао наступні два сезони своєї ігрової кар'єри. Граючи у складі «Більбао Атлетика» також здебільшого виходив на поле в основному складі команди.
Влітку 2003 року був переведений до основної команди «Атлетік Більбао» і з першого сезону став основним гравцем команди. У головній команді дебютував 30 серпня 2003 року в матчі чемпіонату проти «Барселони» і з тих пір жодного разу не зіграв менше 30 матчів за сезон. Разом з командою виходив в фінал Ліги Європи 2012 року, двічі грав у фіналах чемпіонату Іспанії (2009, 2012), а також у суперкубку Іспанії 2009 року, проте всі ці вирішальні матчі «Атлетік» програв, не здобувши в підсумку жодного трофею. Загалом протягом 12 сезонів, проведених у складі головної команди Країни Басків, взяв участь у понад 400 іграх іспанської футбольної першості.
Завершувати ігрову кар'єру 33-річний на той час гравець поїхав до США, де протягом 2015–2016 років за клуб MLS «Нью-Йорк Сіті». Про закінчення професійних виступів на футбольному полі оголосив 17 листопада 2016 року.

## Виступи за збірні
2001 року дебютував у складі юнацької збірної Іспанії, взяв участь у 1 іграх на юнацькому рівні.
2003 року залучався до складу молодіжної збірної Іспанії. На молодіжному рівні також зіграв в одному офіційному матчі.
З того ж року став виступати за невизнану ФІФА та УЄФА національну збірну Країни Басків, в якій дебютував 27 грудня в матчі проти збірної Уругваю (2:1). З того часу нерегулярно в майбутньому виступав за цю збірну.
2008 року новий тренер національної збірної Іспанії Вісенте дель Боске викликав Іраолу в збірну, за яку і дебютував 20 серпня  в товариському матчі проти збірної Данії. Гравець вийшов на поле за 15 хвилин до закінчення матчу, який закінчився успіхом команди Іспанії з рахунком 3:0. Проте основним гравцем «червоної фурії» стати не зумів, провівши за чотири роки у формі головної команди країни лише 7 матчів, місця чого взагалі перестав викликатись до її лав.

## Тренерська кар'єра
Андоні Іраола розпочав свою тренерську кар'єру в АЕКу із Ларнаки, з яким працював пів року. Після цього Іраола сезон очолював «Мірандес».
У липні 2020 року Андоні Іраола підписав контракт з «Райо Вальєкано».
19 червня 2023 року Іраола підписав дворічну угоду з англійським клубом «Борнмут». 13 травня 2024 року сторони продовжили дію контракту до 2026 року. За підсумками сезону «Борнмут» під його керівництвом посів 12 місце маючи в активі 48 очок.

## Титули і досягнення

### Командні
АЕК
- Володар Суперкубка Кіпру (1): 2018[9]

### Особисті
- Тренер місяця англійської Прем'єр-ліги (2): Березень 2024,[10] Січень 2025[11]